# Gideon (Film)
Gideon ist eine US-amerikanische Filmkomödie aus dem Jahr 1999. Regie führte Claudia Hoover, das Drehbuch, dieses einfühlsamen Außenseiterdramas und Parabel über den Sinn des Lebens mit Christopher Lambert in der Hauptrolle, schrieb Brad Mirman.

## Handlung
Der 40-jährige Gideon Oliver Dobbs ist geistig zurückgeblieben und verhält sich wie ein Kind. Seine Tante kümmert sich um ihn, was ihr jedoch aus persönlichen Gründen nicht mehr möglich ist. Daher meldet sie ihn dem Altersheim Seeblick an.
Als Gideon darum bittet in dem Altersheim aufgenommen zu werden, ist man dort zunächst verwirrt. Erst nachdem er die rechtlichen Grundlagen klarlegt, die er von seinem Onkel, „mitbekommen“ hat, willigt man ein. Er freundet sich schnell mit einigen der Heimbewohner an, die zunächst nicht verstehen, dass so ein junger Mann in einem Altersheim leben will. Gideons naive Art und sein spontanes Verhalten verwirren die Senioren zuerst, lockern aber die Atmosphäre im Heim massiv auf. Zudem hat er einige Fähigkeiten, die alle in Staunen versetzt. Er ist in der Lage sich Gesagtes wortwörtlich einzuprägen und wiederzugeben. Dagegen hat er keinen Zugang zu logischen Zusammenhängen und eigenen Überlegungen. Einen bissigen Wachhund und sogar ein wildes Reh bringt er dazu, sich von ihm streicheln zu lassen und einen spontanen Wetterumschwung kann er vorhersehen. Er hört den Heimbewohnern zu und spricht das auf seine kindlich naive Art aus, was die anderen übereinander denken. Das findet nicht immer Zustimmung, bringt die Betroffenen aber dennoch zum Nachdenken und weckt ihre Lebensgeister. Leo, der früher Koch war und ständig am Essen herumnörgelt, wird von Gideon überzeugt, sich selbst in der Küche zu betätigen, was alle Heimbewohner begeistert. Einzig Mrs. Willows ist empört, denn sie versucht alle Kosten so niedrig wie möglich zu halten und ein zu exklusives Essen passt nicht in ihren Plan. Trotz der stattlichen Beiträge, die die Heimbewohner für ihren Lebensabend zahlen, steckt die Seniorenresidenz in finanziellen Schwierigkeiten. Deshalb wird nicht nur am Essen gespart, sondern auch an vielen anderen Dingen. Der pensionierte Boxer Harland, hatte schon lange sein Selbstbewusstsein verloren und sich nun dank Gideons Aufmunterung getraut, etwas gegen die Bevormundung im Heim zu sagen. Auch einem aufdringlichen Zeitgenossen, sagt er endlich mal die Meinung.
Gideon hat sich für alle eingesetzt und niemandem verraten, dass er selber unheilbar krank ist, damit sie nicht über ihr eigenes nahes Ende nachdenken müssen. Als Gideon überraschend schnell stirbt, trauern alle Heimbewohner und ehren ihn für sein Verständnis, dass er ihnen entgegengebracht hatte. Jeden hat er auf unterschiedliche Weise berührt und so akzeptiert, wie er war und er hat ihr Dasein neu beflügelt.

## Kritiken
Die Zeitschrift TV direkt 23/2007 lobte, der Film setze sich „für das Recht aufs Anderssein“ ein.
Die Zeitschrift TV Movie schrieb, der Film sei „sympathisch trotz einiger Schwächen“.
Kino.de schrieb: „Hätte es vor 40 Jahren Videotheken gegeben, dann wären ‚Gideon‘ und seine wahrhaft illustre Besetzung Kandidaten für Platz 1 gewesen. Shirley Jones, Shelley Winters, Charlton Heston und zahlreiche weitere Veteranen der Traumfabrik geben sich in diesem einfühlsamen Außenseiterdrama die Klinke in die Hand und liefern Leistungen weit über Videopremieren-Durchschnitt.“

## Hintergrund
Der Film wurde in Los Angeles gedreht. Er startete am 10. Oktober 1999 in ausgewählten Kinos der USA, in Deutschland wurde er im Oktober 2000 auf Video veröffentlicht.